# Herculis 2024
L'Herculis 2024 è stato la 38ª edizione dell'annuale meeting di atletica leggera, nona tappa del circuito Diamond League 2024. Le competizioni hanno avuto luogo il 12 luglio 2024, presso lo stadio Louis II a Fontvieille, quartiere del Principato di Monaco.

## Programma[1]
| # | Orario | Specialità         |
| - | ------ | ------------------ |
| 1 | 20:04  | 400 metri ostacoli |
| 2 | 20:23  | 800 metri piani    |
| 3 | 20:30  | Salto in alto      |
| 4 | 20:33  | 400 metri piani    |
| 5 | 20:58  | 110 metri ostacoli |
| 6 | 21:27  | 200 metri piani    |
| 7 | 21:34  | 1500 metri piani   |

| # | Orario | Specialità             |
| - | ------ | ---------------------- |
| 1 | 19:00  | Lancio del giavellotto |
| 2 | 19:10  | Salto con l'asta       |
| 3 | 20:15  | 400 metri piani        |
| 4 | 20:40  | Salto triplo           |
| 5 | 20:43  | 2000 metri piani       |
| 6 | 21:05  | 5000 metri piani       |
| 7 | 21:52  | 100 metri piani        |

     Specialità valide per la Diamond League

## Risultati
Di seguito i primi tre classificati di ogni specialità.

### Uomini
| Specialità    | 1º classificato    | Prestazione | 2º classificato   | Prestazione | 3º classificato                | Prestazione |
| 200 m         | Letsile Tebogo     | 19"87       | Alexander Ogando  | 20"02       | Tarsis Orogot                  | 20"32       |
| 400 m         | Quincy Hall        | 43"80       | Vernon Norwood    | 44"34       | Lythe Pillay                   | 44"58       |
| 800 m         | Djamel Sedjati     | 1'41"46     | Mohamed Attaoui   | 1'42"04     | Gabriel Tual                   | 1'42"10     |
| 1500 m        | Jakob Ingebrigtsen | 3'26"73     | Timothy Cheruiyot | 3'28"71     | Brian Komen                    | 3'28"80     |
| 110 m hs      | Grant Holloway     | 13"01       | Lorenzo Simonelli | 13"08       | Cordell Tinch                  | 13"10       |
| 400 m hs      | Rai Benjamin       | 46"67       | Karsten Warholm   | 46"73       | Alison dos Santos              | 47"18       |
| Salto in alto | Hamish Kerr        | 2,33 m =    | Shelby McEwen     | 2,31 m      | Stefano Sottile Woo Sang-hyeok | 2,28 m      |

     Prestazione che stabilisce il nuovo record del meeting.

### Donne
| Specialità             | 1º classificato         | Prestazione | 2º classificato         | Prestazione | 3º classificato       | Prestazione |
| 100 m                  | Julien Alfred           | 10"85       | Tamari Davis            | 10"99       | Dina Asher-Smith      | 10"99       |
| 400 m                  | Rhasidat Adeleke        | 49"17       | Lieke Klaver            | 49"64       | Kendall Ellis         | 50"39       |
| 2000 m                 | Jessica Hull            | 5'19"70     | Melissa Courtney-Bryant | 5'26"08     | Edinah Jebitok        | 5'26"09     |
| 5000 m                 | Margaret Akidor         | 14'39"49    | Likina Amebaw           | 14'40"44    | Nozomi Tanaka         | 14'40"86    |
| Salto triplo           | Leyanis Pérez Hernández | 14,94 m     | Thea LaFond             | 14,87 m     | Maryna Bekh-Romanchuk | 14,81 m     |
| Salto con l'asta       | Nina Kennedy            | 4,88 m      | Angelica Moser          | 4,88 m      | Molly Caudery         | 4,83 m      |
| Lancio del giavellotto | Haruka Kitaguchi        | 65,21 m     | Mackenzie Little        | 64,74 m     | Anete Sietiņa         | 59,58 m     |

     Prestazione che stabilisce il nuovo record del meeting.